# WTA Elite Trophy 2023
WTA Elite Trophy 2023, oficiálně Huafa Technology WTA Elite Trophy 2023, představoval jeden ze dvou závěrečných tenisových turnajů ženské profesionální sezóny pro nejlepší hráčky okruhu, které se nekvalifikovaly na navazující Turnaj mistryň. Účast si zajistily podle specifických kritérií. Herní systém dvouhry měl formát čtyř tříčlenných základních skupin, jejichž vítězky postoupí do závěrečné vyřazovací fáze. Ve čtyřhře se hrály dvě základní skupiny o třech párech, jejichž vítězky se střetly ve finále. Celkové odměny činily 2 409 000 dolarů.
WTA Elite Trophy se konal mezi 24. až 29. říjnem 2023 v jihočínském městě Ču-chaj. Dějištěm se pošesté staly dvorce s tvrdým povrchem v Mezinárodním tenisovém centru na ostrově Cheng-čchin.
Třetí a nejcennější singlový titul na okruhu WTA Tour vybojovala 27letá Brazilka Beatriz Haddad Maiová, která prošla soutěží bez ztráty setu. V páru s Veronikou Kuděrmetovovou zároveň ovládla i čtyřhru a jako první hráčka vyhrála obě soutěže WTA Elite Trophy. Po Nottingham Open 2022 tak získala druhý kariérní „double“.

## Turnaj

### Kvalifikační kritéria
WTA Elite Trophy byl pořádán pro tenistky, které obdržely pozvání od řídící Ženské tenisové asociace.

#### Dvouhra
Ve dvouhře byly žebříčkové body kumulovány ze šestnácti turnajů. Mezi ně se povinně započítaly čtyři Grand Slamy, čtyři události WTA 1000 Mandatory a členkám první světové dvacítky na konečném žebříčku 2022 také dva nejlepší výsledky z turnajů WTA 1000 non-Mandatory. Do dvouhry se kvalifikovalo jedenáct nejvýše postavených hráček na žebříčku WTA, které se neprobojovaly na Turnaj mistryň. Dvanáctá startující se mohla zúčastnit na základě udělení divoké karty, nebo se kvalifikovala standardně podle žebříčkového postavení. Tenistky, které měly plnit roli náhradnic na Turnaji mistryň, mohly do soutěže zasáhnout.
Tenistky byly rozděleny do čtyř tříčlenných základních skupin, v nichž každá hráčka odehrála dva zápasy proti zbylým členkám skupiny. Vítězky skupin postoupily do semifinále, které probíhalo již vyřazovacím systémem.

#### Čtyřhra
Do čtyřhry se kvalifikovalo šest párů na základě nejvyššího kombinovaného deblového žebříčku WTA, daného součtem pořadí obou členek dvojice k pondělí posledního řádného turnaje v kalendáři sezóny (v týdnu před závěrečnými turnaji). Deblistky nesměly být zároveň kvalifikovány do dvouhry (vyjma náhradnic) ani čtyřhry navazujícího Turnaje mistryň. Organizátoři mohli na úkor dvou výše uvedených párů přidělit až dvě divoké karty.
Páry vytvořily dvě tříčlenné skupiny, v nichž hrály systémem každý s každým. Vítězové skupin postoupily do finále.

### Kritéria pořadí v základní skupině
Konečné pořadí v základní skupině se řídilo následujícími kritérii:
1. největší počet vyhraných utkání
2. největší počet odehraných utkání
3. pokud měly dvě hráčky či dvojice stejný počet výher, pak rozhodlo jejich vzájemné utkání; pokud měly tři hráčky či dvojice stejný počet výher, pak:

a) tenistka či dvojice, která odehrála méně než tři utkání byla automaticky vyřazena a dále postoupila hráčka či dvojice, jež vyhrála vzájemný zápas mezi dvěma zbývajícími; nebo
b) dalším kritériem bylo nejvyšší procento vyhraných setů; nebo
c) dalším kritériem bylo nejvyšší procento vyhraných her.

### Finanční odměny a body
Celkový rozpočet turnaje mistryň činil 2 409 000 dolarů.
| Fáze | dvouhra        | dvouhra  | čtyřhra       | čtyřhra |
| Fáze | výdělek        | body     | výdělek       | body    |
| --- | -------------- | -------- | ------------- | ------- |
| neporažené vítězky | 605 000 $      | 700      | 55 000 $      | —       |
| vítězky | ZS + 385 000 $ | ZS + 460 | ZS + 23 000 $ | —       |
| finalistky | ZS + 165 000 $ | ZS + 200 | ZS + 12 000 $ | —       |
| semifinalistky | ZS + 17 000 $  | ZS       | —             | —       |
| za výhru v zákl. skupině | —              | 120      | + 6 000 $     | —       |
| za prohru v zákl. skupině | —              | 40       | —             | —       |
| 1. místo zákl. skupiny (2 výhry) | 220 000 $      | —        | —             | —       |
| 2. místo zákl. skupiny (1 výhry) | 137 750 $      | —        | —             | —       |
| 3. místo zákl. skupiny (0 výher) | 50 000 $       | —        | —             | —       |
| 1. místo zákl. skupiny (1 výhra) | 177 000 $      | —        | —             | —       |
| 2. místo zákl. skupiny (1 výhra) | 127 750 $      | —        | —             | —       |
| 3. místo zákl. skupiny (1 výhra) | 103 000 $      | —        | —             | —       |
| startovné | —              | —        | 20 000 $      | —       |
| náhradnice | + 14 500 $     | —        | —             | —       |
| Poznámky |                |          |               |         |
| - částky uváděny v amerických dolarech ($) - ZS – celkové finanční odměny či body získané v základní skupině - finanční odměny ve čtyřhře jsou uvedeny na pár |                |          |               |         |

## Ženská dvouhra

### Hráčky
Tabulka uvádí sezónní výsledky a odpovídající bodový zisk kvalifikovaných hráček včetně odhlášených.
| WTA                                         | Tenistka                 | Grand Slam | Grand Slam | Grand Slam | Grand Slam | WTA 1000  | WTA 1000   | WTA 1000  | WTA 1000  | WTA 1000  | WTA 1000                 | WTA 1000                 | Nejlépe na dalších turnajích | Nejlépe na dalších turnajích | Nejlépe na dalších turnajích | Nejlépe na dalších turnajích | Nejlépe na dalších turnajích | Body  | T u r n a j e | T i t u l y |
| WTA                                         | Tenistka                 | Grand Slam | Grand Slam | Grand Slam | Grand Slam | Mandatory | Mandatory  | Mandatory | Mandatory | Mandatory | Nejlépe na non-Mandatory | Nejlépe na non-Mandatory | Nejlépe na dalších turnajích | Nejlépe na dalších turnajích | Nejlépe na dalších turnajích | Nejlépe na dalších turnajích | Nejlépe na dalších turnajích | Body  | T u r n a j e | T i t u l y |
| ------------------------------------------- | ------------------------ | ---------- | ---------- | ---------- | ---------- | --------- | ---------- | --------- | --------- | --------- | ------------------------ | ------------------------ | ---------------------------- | ---------------------------- | ---------------------------- | ---------------------------- | ---------------------------- | ----- | ------------- | ----------- |
| WTA                                         | Tenistka                 | Austr      | French     | Wimbl      | US Open    | Indian W  | Miami      | Madrid    | Řím       | Peking    | 1.                       | 2.                       | 1.                           | 2.                           | 3.                           | 4.                           | 5.                           | Body  | T u r n a j e | T i t u l y |
| 9.                                          | Maria Sakkariová         | 32k 130    | 128k 10    | 128k 10    | 128k 10    | SF 390    | 64k 10     | SF 390    | SF 105    | QF 215    | Titul 900                | 16k 105                  | F 305                        | SF 185                       | SF 185                       | SF 185                       | SF 110                       | 3 245 | 23            | 1           |
| 10.                                         | Barbora Krejčíková       | 16k 240    | 128k 10    | 64k 70     | 128k 10    | 16k 120   | 16k 120    | 16k 120   | 32k 65    | 16k 55    | Titul 900                | A 0                      | Titul 470                    | F 305                        | F 180                        | 16k 55                       | 16k 55                       | 2 775 | 19            | 2           |
| 11.                                         | Madison Keysová          | 32k 130    | 64k 70     | QF 430     | SF 780     | 64k 10    | 32k 65     | A 0       | 16k 120   | 32k 1     | ČF 190                   | 32k 60                   | Titul 470                    | Titul 390                    | ČF 100                       | ČF 100                       | 64k 1                        | 2 737 | 15            | 2           |
| 12.                                         | Petra Kvitová            | 64k 70     | 128k 10    | 16k 240    | 64k 70     | QF 215    | Titul 1000 | 64k 10    | A 0       | 32k 65    | 16k 105                  | 16k 105                  | Titul 470                    | ČF 100                       | ZS 80                        | ČF 60                        | 32k 60                       | 2 660 | 16            | 2           |
| 13.                                         | Jeļena Ostapenková       | QF 430     | 64k 70     | 64k 70     | QF 430     | 32k 65    | 16k 120    | 32k 65    | SF 390    | QF 215    | 16k 105                  | 16k 105                  | Titul 280                    | ČF 100                       | 32k 60                       | 16k 55                       | 16k 55                       | 2 615 | 22            | 1           |
| 14.                                         | Belinda Bencicová        | 16k 240    | 128k 10    | 16k 240    | 16k 240    | 64k 10    | 32k 65     | A 0       | ZS 25     | 16k 105   | ČF 190                   | A 0                      | Titul 470                    | Titul 470                    | F 305                        | ČF 100                       | ČF 100                       | 2 570 | 16            | 2           |
| 15.                                         | Ljudmila Samsonovová     | 64k 70     | 64k 70     | 128k 10    | 32k 130    | 64k 10    | 32k 65     | 16k 120   | 32k 65    | F 650     | F 585                    | 16k 105                  | F 305                        | SF 185                       | ČF 60                        | ČF 60                        | 16k 55                       | 2 545 | 22            | 0           |
| 16.                                         | Veronika Kuděrmetovová   | 64k 70     | 128k 10    | 64k 70     | 128k 10    | 32k 65    | 64k 10     | SF 390    | SF 390    | 16k 120   | 16k 105                  | ČF 100                   | Titul 470                    | SF 185                       | SF 185                       | F 180                        | ČF 100                       | 2 460 | 24            | 1           |
| 17.                                         | Darja Kasatkinová        | 128k 10    | 16k 240    | 32k 130    | 16k 240    | 32k 65    | 64k 10     | 16k 120   | 16k 120   | ČF 100    | ČF 190                   | 16k 105                  | F 305                        | F 305                        | SF 185                       | SF 185                       | ČF 100                       | 2 410 | 24            | 0           |
| 18.                                         | Čeng Čchin-wen           | 64k 70     | 64k 70     | 128k 10    | QF 430     | A 0       | 16k 120    | 32k 65    | QF 215    | 16k 55    | 16k 105                  | 32k 60                   | Titul 470                    | Titul 280                    | SF 185                       | 16k 80                       | 32k 60                       | 2 275 | 21            | 2           |
| 19.                                         | Beatriz Haddad Maiová    | 128k 10    | SF 780     | 16k 240    | 64k 70     | 32k 65    | 32k 65     | 64k 10    | QF 215    | 16k 55    | 32k 60                   | ZS 55                    | SF 185                       | ČF 100                       | ČF 100                       | ČF 100                       | ČF 100                       | 2 210 | 22            | 0           |
| 20.                                         | Caroline Garciaová       | 16k 240    | 64k 70     | 32k 130    | 128k 10    | 16k 120   | 64k 10     | 32k 65    | 32k 65    | QF 215    | SF 350                   | ČF 100                   | F 180                        | F 180                        | ČF 100                       | ČF 100                       | ČF 100                       | 2 035 | 26            | 0           |
| 21.                                         | Jekatěrina Alexandrovová | 32k 130    | 32k 130    | 16k 240    | 32k 130    | 64k 10    | QF 215     | 16k 120   | 16k 55    | 16k 55    | 16k 105                  | A 0                      | Titul 280                    | SF 185                       | F 180                        | ČF 100                       | ČF 100                       | 2 035 | 24            | 1           |
| 22.                                         | Viktoria Azarenková      | SF 780     | 128k 10    | 16k 240    | 64k 70     | 64k 10    | 32k 65     | 64k 10    | 32k 65    | 16k 30    | ČF 190                   | 16k 105                  | ČF 100                       | 32k 60                       | 32k 60                       | 16k 55                       | 16k 55                       | 1 905 | 21            | 0           |
| 23.                                         | Donna Vekićová           | QF 430     | 64k 70     | 32k 130    | 128k 10    | 64k 10    | 32k 65     | 64k 10    | 16k 120   | 16k 55    | 16k 105                  | 16k 30                   | F 305                        | Titul 280                    | MF 80                        | ČF 60                        | 16k 55                       | 1 815 | 20            | 1           |
| 24.                                         | Magda Linetteová         | SF 780     | 128k 10    | 32k 130    | 64k 70     | 64k 10    | 16k 120    | 32k 65    | 32k 65    | 16k 120   | 64k 1                    | 16k 30                   | F 180                        | SF 85                        | ČF 60                        | 16k 55                       | 16k 30                       | 1 811 | 23            | 0           |
| Náhradnice                                  |                          |            |            |            |            |           |            |           |           |           |                          |                          |                              |                              |                              |                              |                              |       |               |             |
| 25.                                         | Elina Svitolinová        | A 0        | QF 430     | SF 780     | 32k 130    | A 0       | A 0        | 128k 10   | 128k 10   | A 0       | 64k 1                    |                          | Titul 280                    | ČF 100                       | 32k 1                        | 64k 1                        |                              | 1 743 | 10            | 1           |
| 26.                                         | Sorana Cîrsteaová        | 128k 10    | 128k 10    | 32k 130    | QF 430     | QF 215    | SF 390     | 64k 35    | 64k 35    | 32k 25    | 32k 60                   | 32k 60                   | 32k 60                       | 16k 55                       | 16k 55                       | 16k 30                       | 16k 30                       | 1 630 | 22            | 0           |
| 27.                                         | Anastasija Potapovová    | 64k 70     | 32k 130    | 32k 130    | 128k 10    | 32k 65    | QF 215     | 32k 65    | 32k 65    | 16k 30    | 32k 60                   | 32k 13                   | Titul 280                    | SF 185                       | SF 110                       | ČF 100                       | ČF 60                        | 1 588 | 21            | 1           |
| Divoká karta                                |                          |            |            |            |            |           |            |           |           |           |                          |                          |                              |                              |                              |                              |                              |       |               |             |
| 36.                                         | Ču Lin                   | 16k 240    | 128k 10    | 128k 10    | 32k 130    | 128k 10   | 64k 10     | 128k 10   | ČF 60     | 64k 10    | 64k 1                    | 64k 1                    | Titul 280                    | F 180                        | SF 110                       | SF 110                       | SF 110                       | 1 272 | 23            | 1           |
| divoká karta náhradnice odhlášení z turnaje |                          |            |            |            |            |           |            |           |           |           |                          |                          |                              |                              |                              |                              |                              |       |               |             |

| Legenda | Legenda                   | Legenda | Legenda             |
| ------- | ------------------------- | ------- | ------------------- |
| A       | neúčast hráčky na turnaji | 128k    | 128 hráček v kole   |
| QF      | prohra ve čtvrtfinále     | 64k     | 64 hráček v kole    |
| SF      | prohra v semifinále       | 32k     | 32 hráček v kole    |
| F       | prohra ve finále          | 16k     | 16 hráček v kole    |
| 0/2000  | získané body na turnaji   | Titul   | vítězství v turnaji |
| ZS      | základní skupina          | MF      | městské finále      |

## Ženská čtyřhra

### Páry
| Stát                                                                      | hráčka                 | stát      | hráčka                | WTA  | nasazení |
| ------------------------------------------------------------------------- | ---------------------- | --------- | --------------------- | ---- | -------- |
|                                                                           | Veronika Kuděrmetovová | Brazílie  | Beatriz Haddad Maiová | 35.  | 1.       |
| Japonsko                                                                  | Miju Katová            | Indonésie | Aldila Sutjiadiová    | 60.  | 2.       |
| Norsko                                                                    | Ulrikke Eikeriová      | Ukrajina  | Ljudmyla Kičenoková   | 67.  | 3.       |
| Gruzie                                                                    | Oxana Kalašnikovová    |           | Jana Sizikovová       | 104. | 4.       |
| Žebříček WTA k 16. říjnu 2023; číslo je součtem umístění obou členek páru |                        |           |                       |      |          |

### Jiné formy účasti
Následující páry obdržely divokou kartu:
- Sü I-fan /  Wang Si-jü
- Ťiang Sin-jü  /  Tchang Čchien-chuej

### Odhlášení
- Marie Bouzková /  Sara Sorribesová Tormová[7]

## Přehled finále

### Ženská dvouhra
- Beatriz Haddad Maiová vs.   Čeng Čchin-wen, 7–6(13–11), 7–6(7–4)

### Ženská čtyřhra
- Beatriz Haddad Maiová / Veronika Kuděrmetovová vs.  Miju Katová /  Aldila Sutjiadiová, 6–3, 6–3